# Taiwan-Hakka
Het Taiwan-Hakka is het meestgesproken dialect van de Hakka van het eiland Taiwan. Het dialect is een van de vele varianten van het Hakka. Het Taiwan-Hakka kent verscheidene subdialecten. De Hakkase Taiwanezen maken vijftien procent deel uit van de Taiwanese bevolking, wat uit komt op de derde plaats van grootste Taiwanese bevolkingsgroepen.
- Sino-Tibetaanse talen
  - Chinese talen
    - Hakka
      - Taiwan-Hakka

## Romanisatie
Het Taiwan-Hakka wordt geschreven in het Latijnse alfabet met diakritische tekens. Het toont veel gelijkenis met hoe Mindongyu en Minnanyu wordt getranscribeerd.

## Subdialecten
De subdialecten Siyan en Hailu zijn het meestgesproken subdialect op Taiwan.
- Siyanhua 四縣
- Hailuhua 海陸
- Dabuhua 大埔
- Raopinghua 饶平
- Zhao'anhua 诏安
- Yongdinghua 永定
- Changlehua 长乐
- Dongshihua 東勢
- Zhuolanhua 卓蘭